# 駒ヶ岳サービスエリア
駒ヶ岳サービスエリア（こまがたけサービスエリア）は、長野県駒ヶ根市にある中央自動車道のサービスエリアである。スマートインターチェンジを併設する。

## 道路
- E19 中央自動車道（24-1番）

## 施設

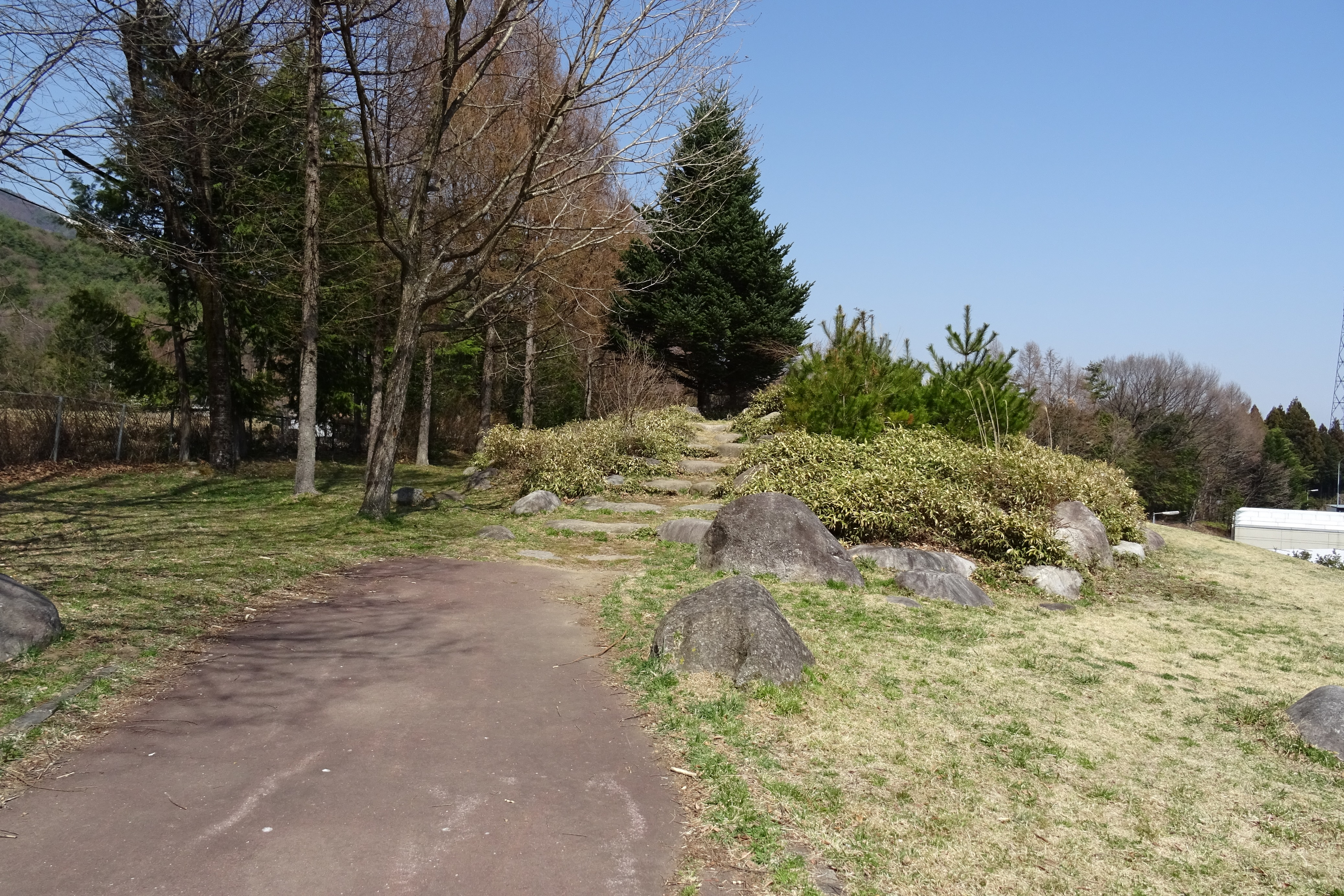
展望台（上り）

### 上り線（長野・東京方面）
- 駐車場
  - 大型 48台
  - 小型 148台
- トイレ
  - 男性 大6（和式1・洋式5）・小22
  - 女性 28（和式2・洋式26）
    - 同伴の男児用 4

  - 車椅子用 1

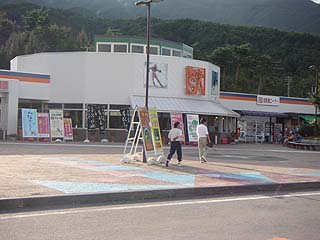
かつての上り線施設は2階に窓がなかった

- ガソリンスタンド（出光（東洋）、24時間）
- コイン洗車機（24時間）
- 給電スタンド（24時間）
- レストラン[1]
  - カウンター食堂「大徳腹」（7:00 - 15:00、18:00 - 22:00）
- テイクアウト[1]
  - 金のとりから（24時間）
- フードコート[1]
  - ソースかつ丼・定食「DA-monde」（24時間）
  - らーめん「オラホー」（24時間）
  - そば・うどん「みやまし庵」（24時間）
- おみやげ[1]
  - 南信州マルシェ zukuru「ずくる」（24時間）
  - スーベニアショップ arude'「あるで」（24時間）
- ドライバーズ・スポット（コインシャワー・コインランドリー）（24時間）[1]
- コンビニエンスストア「ファミリーマート」（24時間、1階）[1]
  - コンビニATM（イーネット：八十二銀行管理）
- 自動販売機
- インフォメーション・FAXサービス（平日9:00 - 18:00 / 土曜日・日曜日・祝日9:00 - 19:00）
- 郵便ポスト（駒ヶ根郵便局）

### 下り線（名古屋・大阪方面）
- 駐車場
  - 大型 48台
  - 小型 148台
- トイレ
  - 男性 大8（和式2・洋式6）・小28
  - 女性 43（和式3・洋式40）
    - 同伴の男児用 3

  - 車椅子用 1

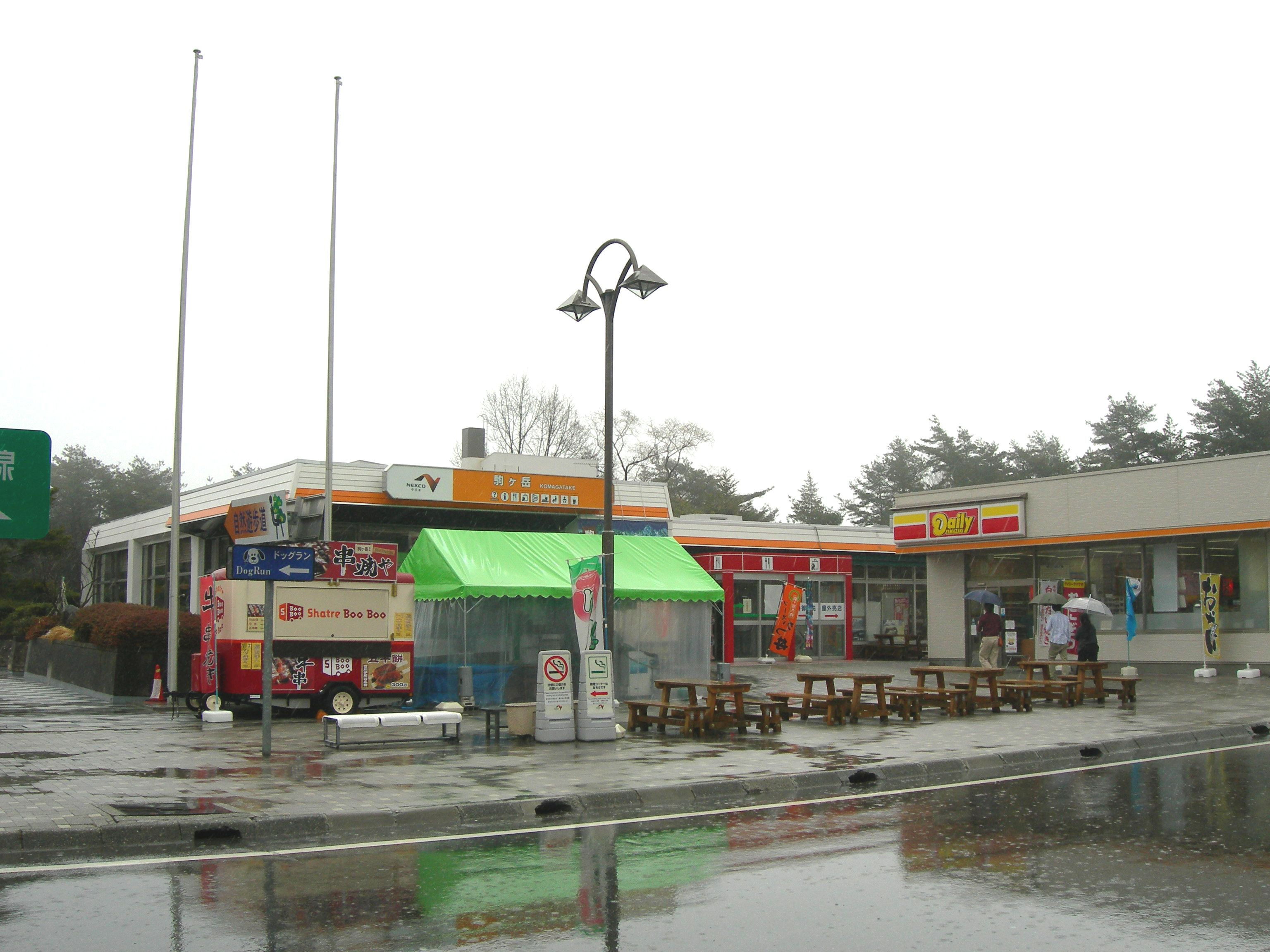
下り線施設

- ガソリンスタンド（ENEOS（(株)ENEOSウイング）、24時間）
  - 以前は鈴与商事(株)(JOMO)→中日本エクシス(株)が運営していた。
- コイン洗車機（24時間）
- 給電スタンド（24時間）
- レストラン （中央アルプス観光、7:00 - 22:00）
- スナック（24時間）
- ショッピング（24時間）
- デイリーヤマザキ（24時間）
  - 銀行ATM（ゆうちょ銀行） - 2019年 （平成31年）1月23日に東京スター銀行ATMから置き換えられた。
- 自動販売機
- インフォメーション・FAXサービス（平日9:00 - 18:00 / 土曜日・日曜日・祝日8:00 - 18:00）

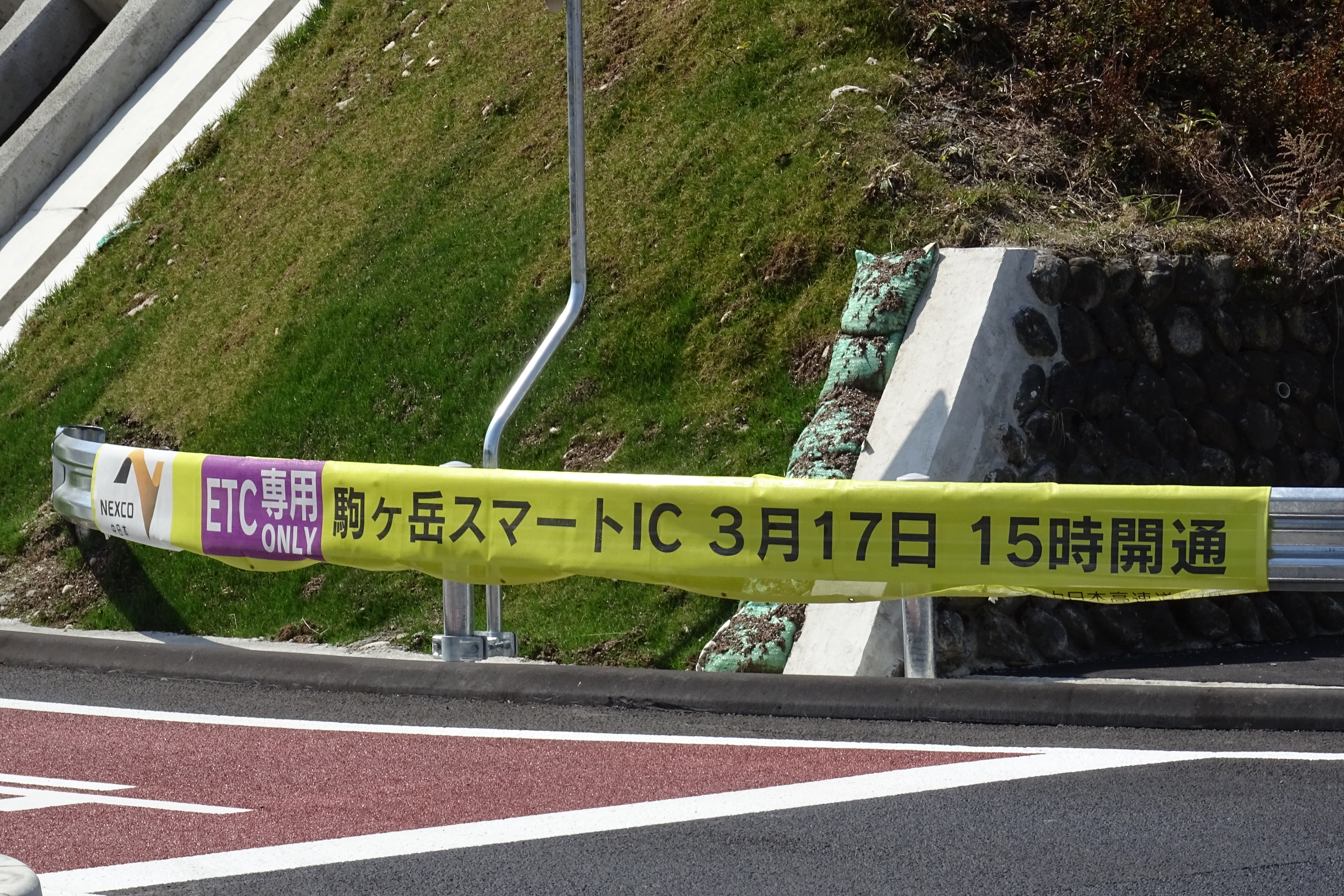
スマートインターチェンジ2018年（平成30年）3月17日供用開始

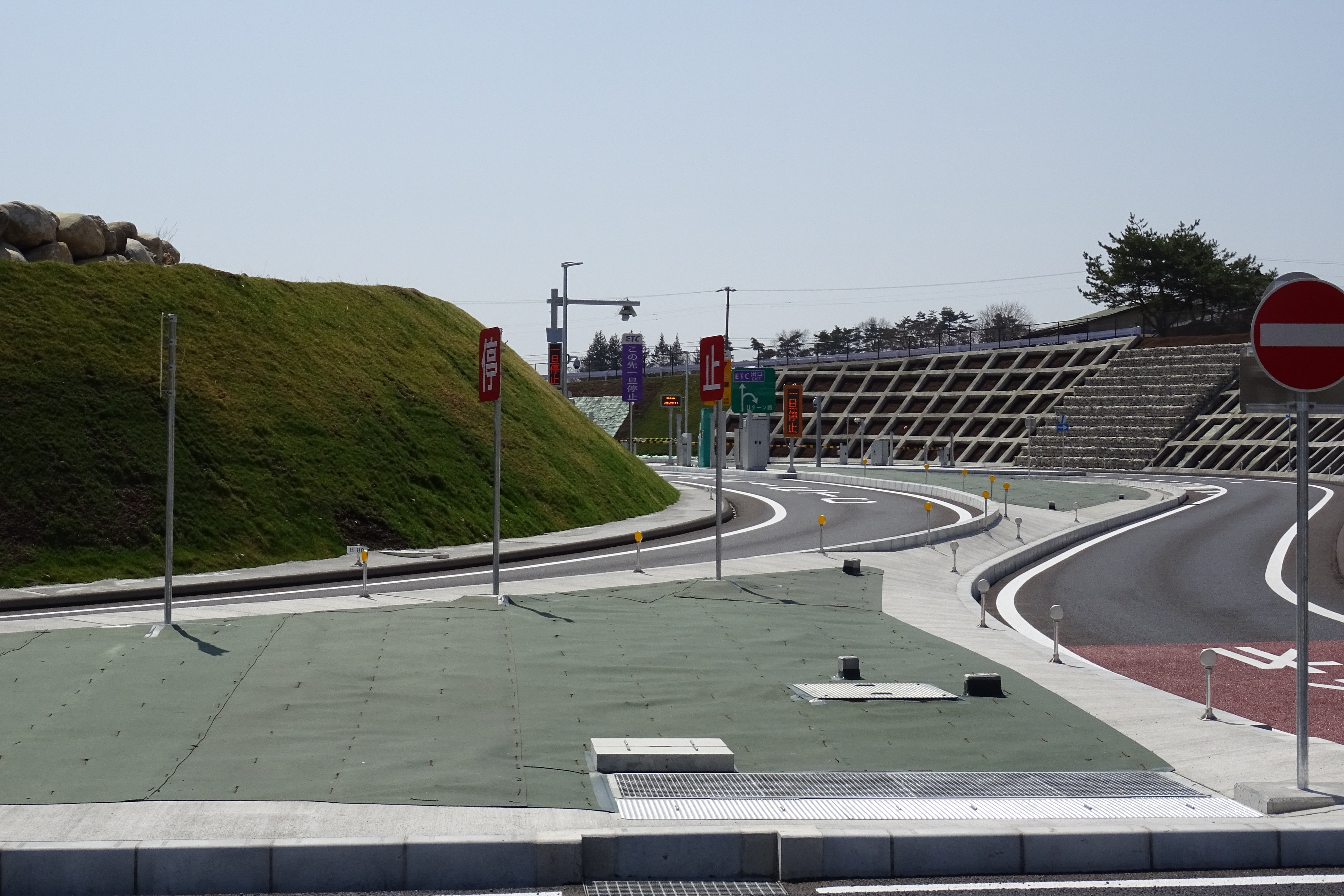
スマートIC（上り）

- 郵便ポスト（駒ヶ根郵便局）
- ドッグラン

### 駒ヶ岳スマートインターチェンジ
駒ヶ岳スマートインターチェンジ（こまがたけスマートインターチェンジ）は、駒ヶ岳サービスエリアに併設のスマートICである。
2018年（平成30年）3月17日供用開始。利用可能車種はETC搭載の全車種（長さ12m以下の車両）で24時間運用。上下線ともに出入可となっている。
構造上、上り線（東京方面）出口、下り線（名古屋方面）入口を利用する場合は駒ヶ岳サービスエリアの利用は不可能。

#### 沿革
- 2014年（平成26年）
  - 6月26日：駒ヶ岳スマートIC地区協議会が設立される。
  - 7月：駒ヶ根市長（杉本幸治）から国土交通大臣（太田昭宏）に対して連結を申請する。
  - 8月8日：国土交通大臣から駒ヶ根市長に対し連結を許可される。
  - 8月11日：駒ヶ根市役所において連結許可書伝達式が行われ、国土交通省飯田国道事務所の柴山事務所長から駒ヶ根市長に連結許可書が手渡される。
  - 8月：工事開始公告。
- 2016年（平成28年）9月10日：起工。安全祈願祭、起工式を執り行う。
- 2018年（平成30年）3月17日：供用開始。

#### 接続する道路
- 上り線（東京方面）：市道南割中田切線
- 下り線（名古屋方面）：市道琴ヶ沢線
- 間接接続：新春日街道（広域農道）

#### 周辺
- 養命酒製造駒ヶ根工場
- 青年海外協力隊駒ヶ根訓練所
- 駒ヶ根市南割公園
- 長野県駒ヶ根工業高等学校

## 隣
E19 中央自動車道
(24) 駒ヶ根IC - (24-1) 駒ヶ岳SA/SIC - 飯島BS - (25) 松川IC/BS